# Ancaster
Ancaster – wieś w Anglii, w hrabstwie Lincolnshire, w dystrykcie South Kesteven. Leży 30 km na południe od Lincoln i 165 km na północ od Londynu.
W 2001 miejscowość liczyła 1317 mieszkańców.